# Klibühni Chur

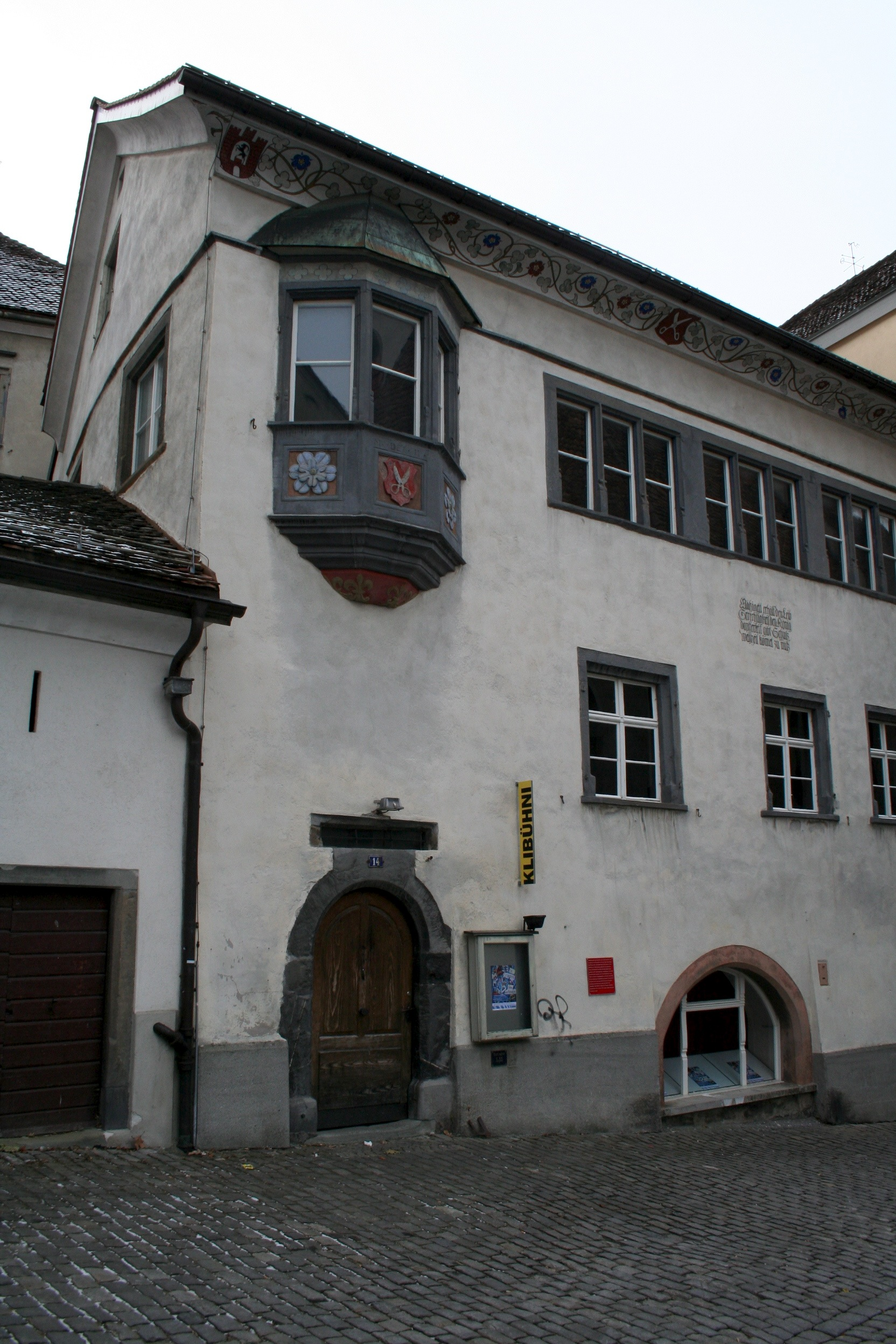
Klibühne

Die Klibühni (churerdeutsches Dialektwort für Kleinbühne) in Chur im Kanton Graubünden ist nach dem Stadttheater das zweite Schauspielhaus in der Kantonshauptstadt. Es liegt an der Kirchgasse 14 in der Altstadt neben dem Antistitium und ist spezialisiert auf Kleinkunst, Pantomime und Kabarett.
Ihre Ursprünge hat die Klibühni im kulturellen Aufbruch Anfang der 70er Jahre. Das heutige Churer Fest als Treffpunkt der Jugend entstand aus dem Klibühni-Fest, welches zur Finanzierung der Theaterarbeit der Klibühni 1975 zum ersten Mal abgehalten wurde.
Getragen wird die Klibühni von einem Verein. Sie besteht als Theater seit 1974 und hat seit 1982 in den jetzigen Räumlichkeiten ihre Auftritte. Zudem wird sie subventioniert aus dem Kulturfonds der Stadt Chur.